# Al-Sadd Sports Club
El Al-Sadd Sports Club (en árabe: نادي السد الرياضي) es un club polideportivo catarí, de la ciudad de Doha, fundado en 1969. Es especialmente conocido por su equipo de fútbol, que es el más laureado del país, tanto en la liga nacional (17 campeonatos) como en la Copa del Emir (18 títulos). Es, además, el único club catarí que ha conquistado la Liga de Campeones de la AFC, torneo que ha ganado en dos ocasiones.
Su equipo de fútbol juega actualmente en la Liga de fútbol de Catar. El club cuenta también con secciones de baloncesto, balonmano, voleibol, atletismo y tenis de mesa.

## Historia

### Comienzos del club (1969–1991)
El club fue creado por un grupo de estudiantes que jugaban juntos al fútbol en el barrio de Al Farij, de Doha. Uno de los estudiantes, Nasser bin Moubarak Al Ali, fue quien solicitó al jeque Jassem bin Hamad la autorización para la fundación del club, que tuvo lugar el 21 de octubre de 1969.
Su primer título no tardó en llegar, al conquistar la Liga de Catar la temporada 1971/72. Un campeonato que inauguró dos décadas de éxitos, que le situaron entre los mejores clubes del país, conquistando ocho ligas (1972, 1974, 1979, 1980, 1981, 1987, 1988 y 1989) y siete Copas del Emir (1975, 1977, 1982, 1985, 1986, 1988 y 1991), así como su primer título internacional: el Campeonato Asiático de Clubes en 1989. Con dos goles de Khalid Salman y uno de Mohammed Ghanim, el Al-Sadd superó al Al-Rasheed iraquí, convirtiéndose en el primer club árabe en conquistar el máximo torneo de clubes de Asia.

### Nuevo éxito internacional (1991-2011)
En 1991 el Al-Sadd sumó un nuevo título internacional, la Copa de Campeones del Golfo, que daría paso a una sequía, en la que el club tuvo que conformarse con la conquista de títulos menores, como una Copas del Emir en 1994 o una Copa Príncipe de la Corona en 1998.

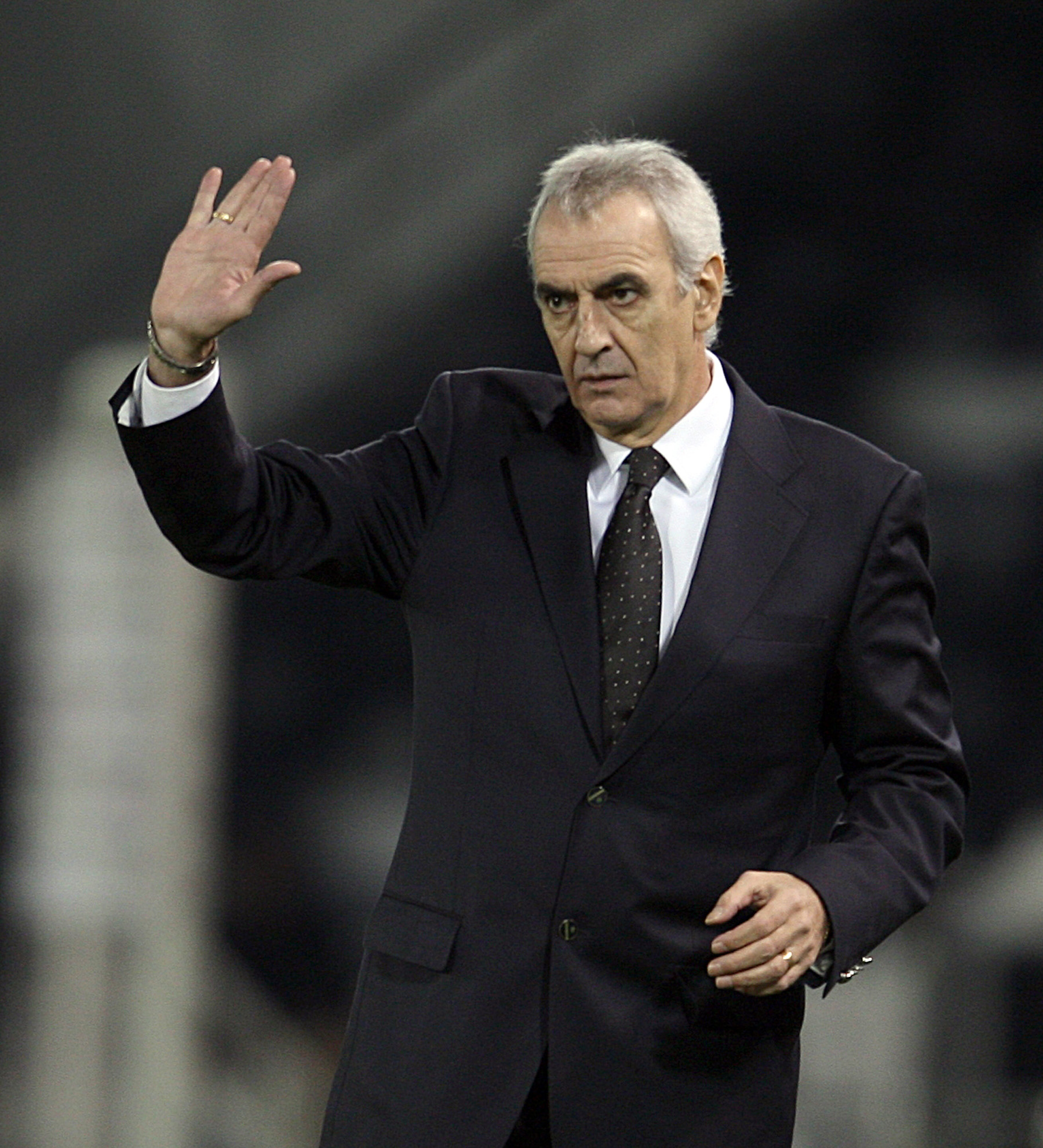
Jorge Fossati ganó cuatro títulos con el Al-Sadd en la temporada 2006/07.

Tres títulos en el año 2000 (Liga, Copa del Emir y Copa del Jeque Jassem) supusieron el regreso del club a la senda de los triunfos. En 2007, con el uruguayo Jorge Fossati en el banquillo, se convirtió en el primer club catarí en conquistar los cuatro títulos nacionales -Liga, Copa del Emir, Copa del Jeque Jassem y la Copa del Príncipe- en una misma temporada.  En total, en siete años, entre 2000 y 2007, el club capitalino añadió a su palmarés 15 títulos domésticos: cuatro Ligas (2000, 2004, 2006 y 2007), cinco Copas del Emir (2000, 2001, 2003, 2005 y 2007), tres Copas del Príncipe (2003, 2006 y 2007) y tres Copas del Jeque Jassem (2000, 2002 y 2007). A nivel internacional, se proclamó campeón de la Liga de Campeones Árabe en 2001 y, un año más tarde, alcanzó las semifinales de la Recopa de Asia. Así mismo, durante esta década pasaron por el club algunas estrellas internacionales, ya en el ocaso de sus carreras, como los campeones del mundo Frank Leboeuf y Romário o el oro olímpico Victor Ikpeba.

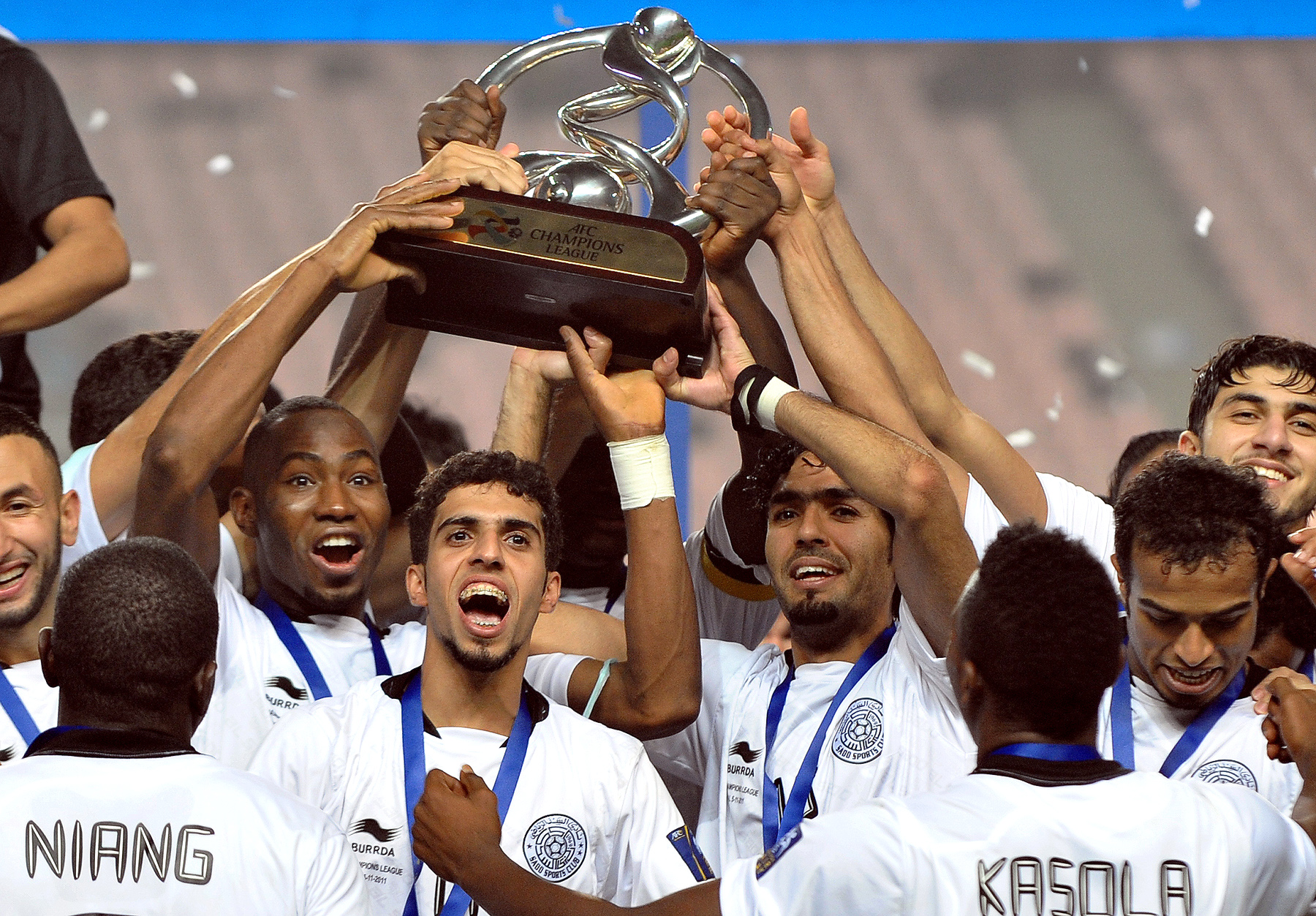
Los futbolistas del Al-Sadd tras ganar la Liga de Campeones de la AFC 2011.

Tras el cuatriplete de 2007, Fossati fue nombrado seleccionador de Catar. Después de su marcha, el Al-Sadd ha sumado únicamente una Copa del Príncipe, en 2008, cediendo la hegemonía del fútbol catarí al pujante Al-Gharrafa.

### Campeones de Asia y bronce en el Mundial de Clubes (2011-presente)

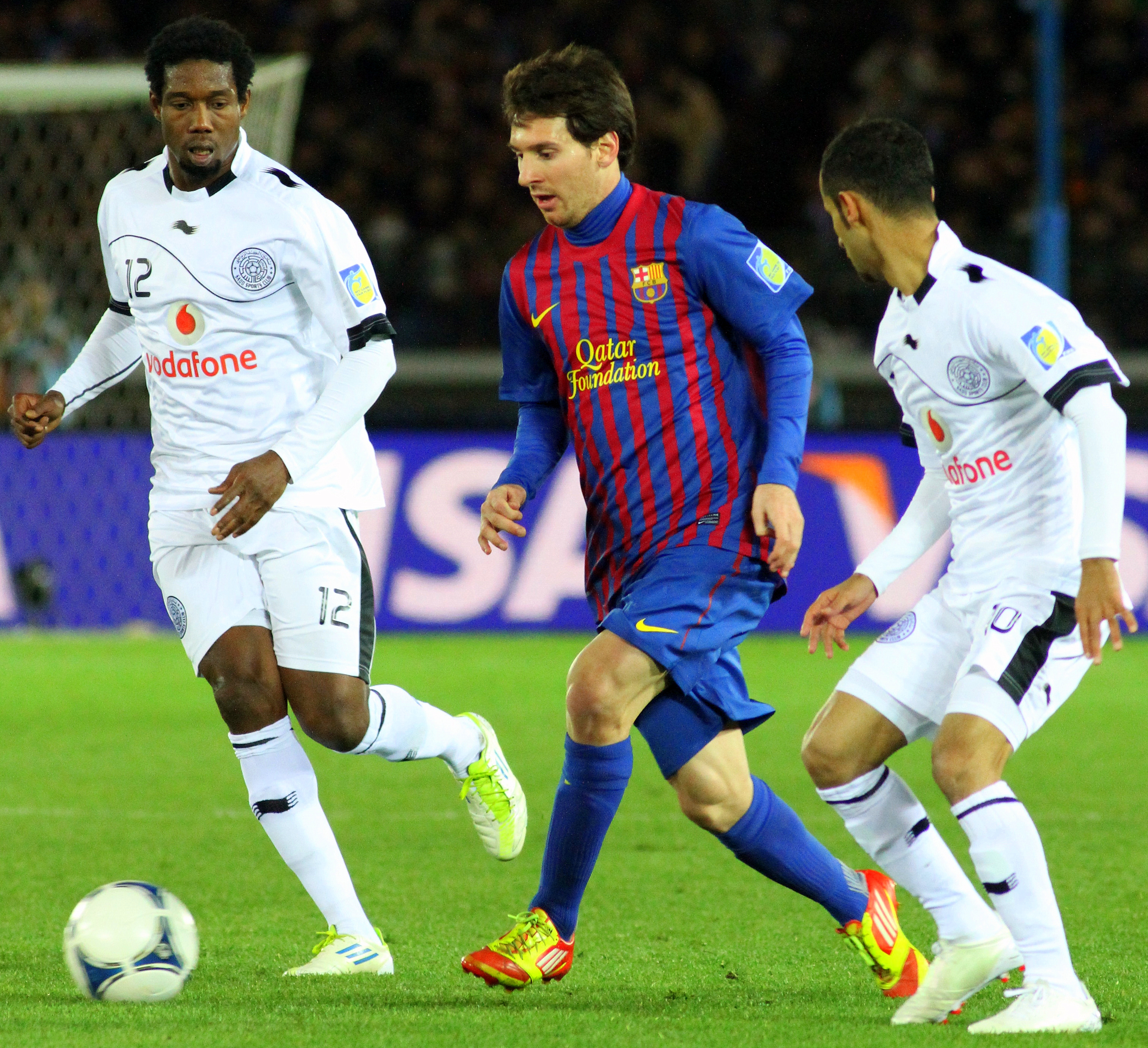
Al Sadd enfrentó al FC Barcelona en la Copa Mundial de Clubes de la FIFA 2011.

En enero de 2011 Jorge Fossati regresó al banquillo y llevó a los capitalinos a conquistar la Liga de Campeones de la AFC, con un equipo formado esencialmente por futbolistas cataríes, reforzado con tres jugadores con experiencia en la Ligue 1 francesa (Mamadou Niang, Abdul Kader Keita y Nadir Belhadj) y el internacional coreano Lee Jung-Soo. El Al-Sadd accedió a la Liga de Campeones 2011 por una invitación de la Confederación Asiática de Fútbol, tras la descalificación de los clubes vietnamitas. Tras superar la fase de grupos como líder, apeó al Al-Shabab en una eliminatoria a partido única disputado en su estadio, y superó los cuartos de final tras la descalificación del Sepahan FC por una alineación indebida.

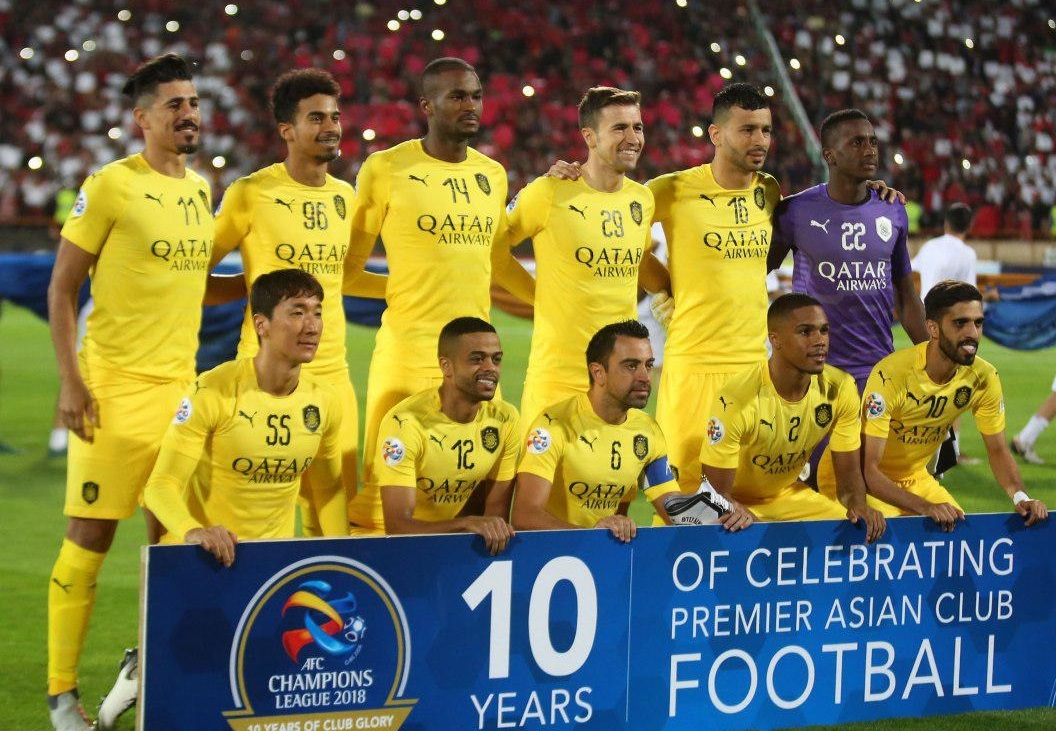
Al Sadd ante Persepolis en la Liga de Campeones de la AFC 2018.

Su acceso a la final estuvo marcado por la polémica, ya que en el gol decisivo contra el Suwon Samsung Bluewings fue anotado por los cataríes al aprovechar un saque de banda, después de que sus rivales hubiesen enviado fuera el balón por la lesión de un jugador. En la final, disputada en el feudo del Jeonbuk Hyundai Motors, el Al-Sadd se llevó el título en la tanda de penalties, tras acabar el partido 2-2.
El título continental permitió al Al-Sadd convertirse en el primer club catarí en disputar, en diciembre de 2011, la Copa Mundial de Clubes de la FIFA, donde finalizó en tercera posición. Los blancos cayeron en semifinales ante el FC Barcelona (0-4) tras haber superado en cuartos de final al Espérance Sportive de Túnez (2-1). El partido por la medalla de bronce, ante el Kashiwa Reysol, terminó con empate a cero, decidiéndose en la tanda de penalties a favor de los cataríes.

#### Fichaje de Raúl González
El 13 de mayo de 2012, Raúl González fichó por el club catarí por dos temporadas, donde volvió  a vestir una camiseta blanca con su característico número siete. En su presentación ante un gran número de medios de comunicación, Raúl se mostró "orgulloso" de estar en su nuevo equipo y confió en "contribuir" con su experiencia internacional al juego del Al Sadd y del fútbol catarí en general.
El 22 de agosto de 2013 el equipo disputaba el 35 Trofeo Santiago Bernabéu en el Santiago Bernabéu (estadio) frente al Real Madrid Club de Fútbol.  Raúl González Blanco jugó la primera parte con el club madrileño, ya que el español estuvo en el Real Madrid 16 temporadas, y esto sería un homenaje para él. El Real Madrid ganó 5-0. Raúl jugó la primera parte con el R.Madrid y marcó el primer gol, la segunda la jugó con el Al-Sadd.

#### Fichaje de Xavi

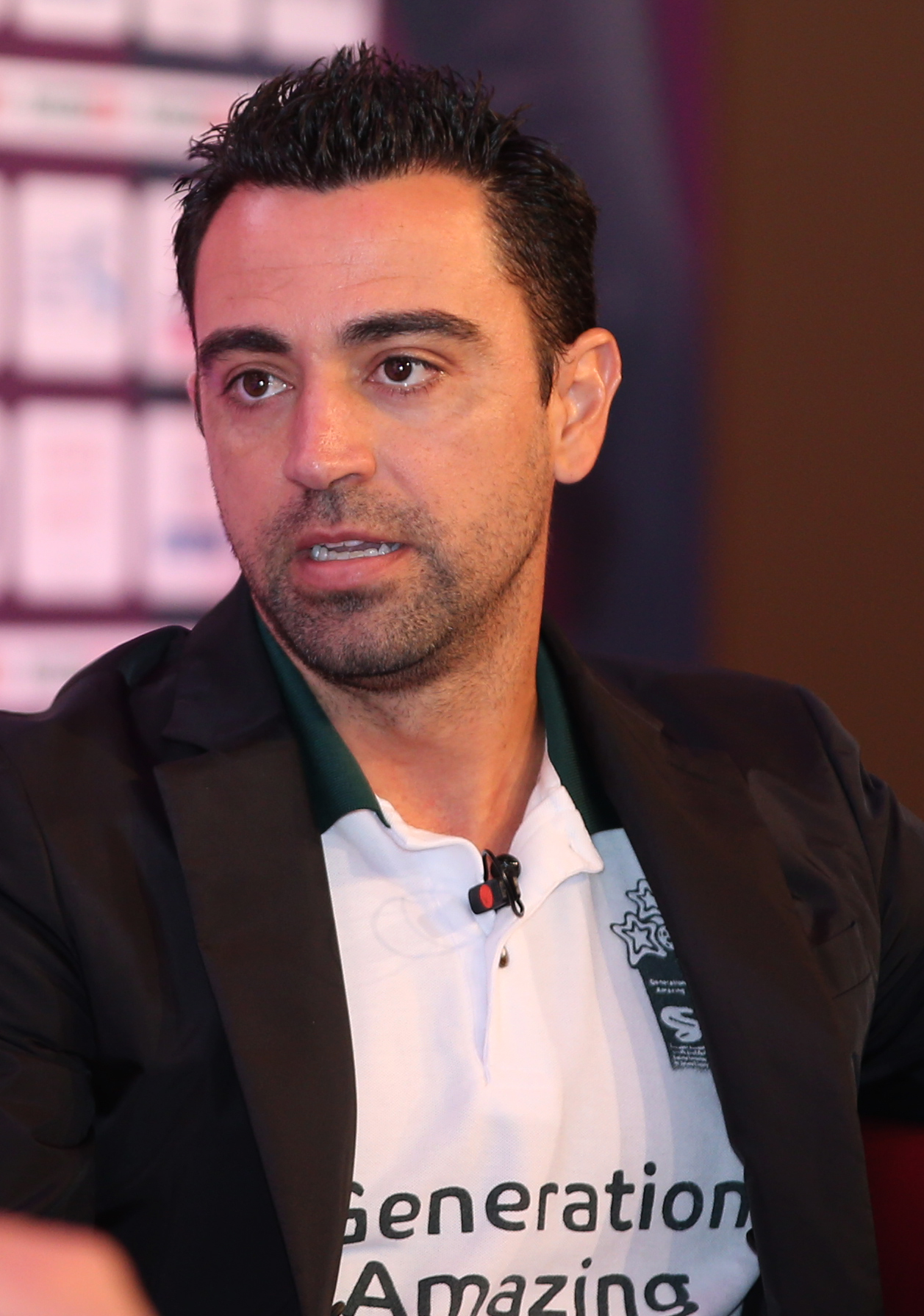
Xavi fue jugador y entrenador del Al Sadd.

El 4 de junio de 2015, se hacía oficial la despedida de Xavi Hernández del FC Barcelona, fichando por el club catarí. Firmó hasta 2017-18 y fue un fichaje clave.

## Palmarés

### Torneos nacionales (63)
- Liga de Catar (18):

1972, 1974, 1977, 1980, 1981, 1987, 1988, 1989, 2000, 2004, 2006, 2007, 2013, 2019, 2021, 2022, 2024, 2025
- Copa del Emir (19):

1975, 1978, 1982, 1985, 1986, 1988, 1991, 1994, 2000, 2001, 2003, 2005, 2007, 2014, 2015, 2017, 2020, 2021, 2024
- Copa Príncipe de la Corona (9):

1998, 2003, 2006, 2007, 2008, 2017, 2020, 2021, 2025
- Copa del Jeque Jassem (15):

1977, 1978, 1979, 1981, 1985, 1986, 1987, 1990, 1997, 1999, 2001, 2006, 2014, 2017, 2019
- Copa de las Estrellas de Catar (2):

2010, 2020

### Torneos internacionales (4)
- Liga de Campeones de la AFC (2): 1989, 2011

- Copa de Clubes Campeones del Golfo (1): 1991 (No oficial)
- Liga de Campeones Árabe (1): 2001 (No oficial)
- Tercer puesto de la Copa Mundial de Clubes de la FIFA (1): 2011

## Participaciones en torneos de la AFC y FIFA

#### Por competición
Nota: En negrita competiciones activas.
| Competición                                        | Temp. | PJ  | PG | PE | PP | GF  | GC  | Dif. | Puntos | Títulos | Subtítulos |
| -------------------------------------------------- | ----- | --- | -- | -- | -- | --- | --- | ---- | ------ | ------- | ---------- |
| Liga de Campeones de la AFC                        | 20    | 131 | 50 | 39 | 42 | 188 | 169 | +19  | 189    | 2       | –          |
| Copa Mundial de Clubes de la FIFA                  | 1     | 3   | 1  | 1  | 1  | 2   | 5   | -3   | 4      | –       | –          |
| Recopa de la AFC                                   | 4     | 17  | 3  | 9  | 5  | 16  | 18  | -2   | 18     | –       | –          |
| Copa Afroasiática                                  | 1     | 2   | 0  | 0  | 2  | 1   | 5   | -4   | 0      | –       | 1          |
| Total                                              | 26    | 153 | 54 | 49 | 50 | 207 | 197 | +10  | 211    | 2       | 1          |
| Actualizado a la Liga de Campeones de la AFC 2022. |       |     |    |    |    |     |     |      |        |         |            |

- Liga de Campeones de la AFC: 20 participaciones

1989: Campeón
1990: Fase de clasificación
1991: Fase de clasificación
2000: Segunda ronda
2002-03: Fase de grupos
2004: Fase de grupos
2005: Cuartos de final
2006: Fase de grupos
2007: Fase de grupos
2008: Fase de grupos
2011: Campeón
2014: Cuartos de final
2015: Octavos de final
2016: Ronda de Play-Off
2017: Ronda de Play-Off
2018: Semifinalista
2019: Semifinalista
2020: Octavos de final
2021: Fase de grupos
2022: Fase de grupos
- Copa Mundial de Clubes de la FIFA: 1 participación

2011: Tercer puesto
- Recopa de la AFC: 4 participaciones

1991-92: Primera ronda
1994-95: Cuartos de final
2000-01: Segunda ronda
2001-02: Tercer lugar
- Copa Afro-Asiática: 1 participación

1989: Subcampeón